# Mikrodermabrazja
Mikrodermabrazja – pielęgnacyjny zabieg kosmetyczny, polegający na ścieraniu kolejnych warstw naskórka przez precyzyjnie kontrolowany strumień mikrokryształków. Mikropeeling kontrolowany jest jedną z wielu metod mechanicznego złuszczania naskórka. Polega na usunięciu - ścieraniu warstwy rogowej naskórka za pomocą specjalnego urządzenia.
Kontrolowana mikrodermabrazja jest nowoczesną techniką, która za pomocą łagodnego, mechanicznego peelingu poprawia funkcjonowanie skóry i pomaga uporać się ze specyficznymi problemami skórnymi. Stosowana jest od połowy lat 80. XX w. Na początku była zarezerwowana głównie dla dermatologów, a obecnie coraz częściej jest stosowana w gabinetach kosmetycznych. Zabieg choć jest mało inwazyjny nie może być przeprowadzony u każdego. Rany znajdujące się na obszarze który obejmuje zabieg są podatne na infekcje. Podobnie zabieg nie jest wykonywany w przypadku chorób skóry.
Rozróżnia się trzy rodzaje mikrodermabrazji: korundową, diamentową oraz tlenową.
- Mikrodermabrazja diamentowa polega na ścieraniu warstwy naskórka przy pomocy głowic diamentowych, metoda bezpyłowa dla skór delikatnych wrażliwych, alergicznych[3].
- Mikrodermabrazja korundowa przy pomocy mikronizowanych kryształów tlenku glinu złuszcza delikatnie obumarły naskórek, działając podobnie jak mikrodermabrazja diamentowa, stymulująco na regenerację kolagenu i elastyny[4].
- Mikrodermabrazja tlenowa łączy w sobie tlen i sól fizjologiczną, którymi można złuszczać obumarły naskórek. Można też tym sposobem pozbywać się zalegających na skórze i porach zanieczyszczeń, które są odpowiedzialne za powstawanie zaskórników i krostek oraz znacznie groźniejszych miejscowych stanów zapalnych skóry[5].

## Wskazania do zabiegu
- trądzik
- piegi i przebarwienia
- rozstępy
- blizny
- zmarszczki
- wiotka skóra
- skóra zniszczona słońcem
- zmiany potrądzikowe[6]

## Przeciwwskazania do zabiegu
- trądzik różowaty
- uszkodzona ciągłość skóry w obszarze poddanym zabiegowi
- trądzik ropowiczy
- skłonność do tworzenia bliznowców
- opryszczka lub brodawki
- zakażenia wirusowe, grzybicze czy bakteryjne
- wykonane zabiegi chirurgiczne w obrębie części ciała poddawanej mikrodermabrazji (do 2 miesięcy)
- terapia przeciwtrądzikowa lekami zawierającymi izotretynoinę (np. Roaccutane)
- nowotwory
- naczyniaki jamiste
- leczenie onkologiczne
- nowotwory skóry
- predyspozycje do powstawanie bliznowców[3]